# مقلقل
مقلقل طبق تقليدي من المطبخ اليمني أساسه من محافظة حضرموت، وينتشر في جميع المحافظات اليمنية، ويعتبر من الوجبات الرئيسية في اليمن، يتكون المقلقل بشكل رئيسي من اللحم المطبوخ مع الطماطم والبصل ومزيج من التوابل.

## الانتشار
ينتشر المقلقل في مختلف دول العالم التي يوجد بها جاليات يمنية، وتنتشر المطاعم اليمنية في الدول العربية وجنوب شرق آسيا و وأمريكاالشمالية وأوروبا و تركيا وكوريا الجنوبية، وتقدم هذه المطاعم المقلقل.

## المكونات
يتكون المقلقل من اللحم سواء كان لحم الضان أو الدجاج التي تقلى بزيت مع التوابل والطماطم والبصل وثوم .